# Salvià de Lluardo
Salvià de Lluardo és un turó de 473 metres al terme de Castellvell del Camp, el punt més alt del terme. Forma part dels primers estreps de les Muntanyes de Prades.